# إسحاق بوكانان
إسحاق بوكانان هو شخصية أعمال كندي، ولد في 21 يوليو 1810، وتوفي في 1 أكتوبر 1883.